# 露辛达·惠蒂
露辛达·惠蒂（英語：Lucinda Whitty，1989年11月9日—），澳大利亚女子帆船运动员。她曾代表澳大利亚参加2012年夏季奥林匹克运动会帆船比赛，获得女子龙骨船伊利奥特级银牌。